# Équipe de Pologne de beach soccer
 (décembre 2015).
Si vous disposez d'ouvrages ou d'articles de référence ou si vous connaissez des sites web de qualité traitant du thème abordé ici, merci de compléter l'article en donnant les références utiles à sa vérifiabilité et en les liant à la section « Notes et références ».
L'Équipe de Pologne de beach soccer est une sélection polonaise qui réunit les meilleurs joueurs polonais de beach soccer.

## Palmarès
- Coupe du monde
  - Premier tour en 2006

- Euro Beach Soccer League
  - 3e en 2006